# Perswazje

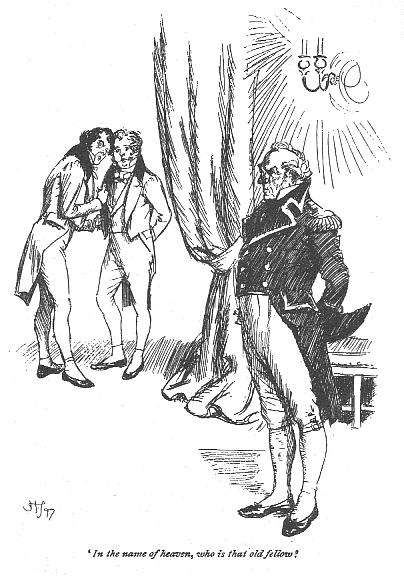
Ilustracja do Perswazji, wydania z II połowy XIX wieku

Perswazje (ang. Persuasion) – powieść obyczajowa angielskiej pisarki Jane Austen wydana w 1817 roku (pośmiertnie). Jest to jednocześnie portret szlachty angielskiej początku XIX wieku oraz interesujący romans, zapowiadający późniejszą powieść psychologiczną.
Perswazje to najpóźniejsza powieść Jane Austen. Na tle poprzednich wyróżnia się bardzo subtelnym i wnikliwym rysunkiem psychologicznym postaci głównej bohaterki, dwudziestosiedmioletniej Anny Elliot, którą rodzina osiem lat wcześniej namówiła do zerwania zaręczyn, „wyperswadowując” jej związek z młodym, świetnie się zapowiadającym, lecz pozbawionym na razie materialnego zabezpieczenia bytu kapitanem Fryderykiem Wentworthem (stąd tytuł książki).

## Postacie
- Anna Elliott – główna bohaterka, obdarzona łagodnym charakterem, chęcią niesienia pomocy innym i darem obserwacji. Pogardzana i wykorzystywana przez rodzinę jako istota cicha, spokojna, pozbawiona egoizmu i lubiąca pozostawać na uboczu. Jednocześnie osoba postępująca w zgodzie ze swoimi zasadami i wierna pierwszej miłości.
- Fryderyk Wentworth – młody człowiek, robiący karierę na morzu. Zakochał się w Annie latem 1806, przebywając w okolicy u brata – wikariusza i oczekując na przyznanie okrętu. Po zerwaniu zaręczyn obrażony i zrozpaczony wrócił na morze, gdzie odniósł szybko sukces, awansując i bogacąc się. Jako człowiek majętny udaje się w odwiedziny do siostry, pani Croft, aby znaleźć żonę.
- Sir Walter Elliot – ojciec Anny, człowiek nadzwyczaj próżny i skupiony na samym sobie. Nieudolnym gospodarowaniem i rozrzutnością doprowadza do konieczności opuszczenia przez rodzinę rodowej posiadłości Kellynch Hall i przeniesienia się do Bath.
- Elżbieta Elliot – najstarsza córka sir Waltera, podobnie jak on próżna, zarozumiała i egoistyczna.
- William Walter Elliot – kuzyn sióstr Elliot, mający dziedziczyć Kellynch Hall (majątek stanowiący majorat, którego kobiety nie mogły dziedziczyć). Kilka lat temu wyrządził sir Williamowi i jego córkom przykry afront, unikając znajomości z nimi.
- Lady Russell – dawna przyjaciółka nieżyjącej pani Elliot, obecnie najlepsza przyjaciółka Anny. Osoba serdeczna i uczynna. Wierząc, że czyni to dla jej dobra, na równi z sir Elliotem nakłaniała Annę do zerwania zaręczyn z Fryderykiem Wentworthem.
- Mary Musgrove – najmłodsza z córek sir Waltera Elliota, jedyna zamężna, choć najmniej z nich urodziwa. Wymagająca stałego zainteresowania hipochondryczka, przewrażliwiona na punkcie swojego pochodzenia społecznego i ciągle podkreślająca, że jako córka baroneta ma prawo do lepszego miejsca przy stole niż jej teściowa.
- Karol Musgrove – mąż najmłodszej z sióstr Elliot, którą poślubił po tym, jak Anna odrzuciła jego oświadczyny.
- Luiza Musgrove – siostra Karola Musgrove, ładna panna na wydaniu, miła, lecz uparta i obdarzona porywczym charakterem.
- Henrietta Musgrove – siostra Karola Musgrove, ładna panna na wydaniu, spokojniejsza od siostry.
- Admirał Croft – emerytowany admirał, który wynajmuje od sir Elliota Kellynch Hall; postać sympatyczna, wesoła i poczciwa.
- Zofia Croft – żona admirała Crofta, spędziła z nim wiele czasu na morzu, osoba energiczna i pogodna. Siostra kapitana Wentwortha.
- Pani Smith – dawna panna Hamilton, przyjaciółka szkolna Anny Elliot, obecnie uboga i schorowana wdowa, mieszkająca samotnie i w biedzie w Bath.

## Treść utworu
|  |

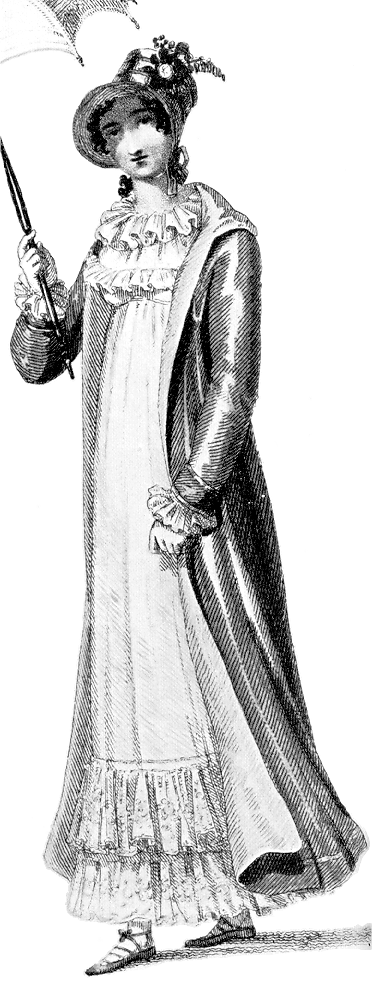
Rok 1815 – młoda dama w stroju spacerowym

Anna Elliot mieszka w Kellynch Hall z ojcem – podstarzałym, zapatrzonym w siebie baronetem i złośliwą, egoistyczną i zarozumiałą siostrą, Elżbietą. Lady Elliot zmarła dawno temu, powierzając opiekę duchową nad córkami swej przyjaciółce – lady Russell, która wyjątkowo pokochała właśnie skromną, delikatną Annę. Anna jest starą panną, gdyż osiem lat wcześniej za namową rodziny zerwała zaręczyny z kapitanem Wentworthem, który wówczas jeszcze czekał na przyznanie okrętu, a więc nie miał jak zapewnić bytu rodzinie. Później wzbudzała zainteresowanie mężczyzn, ale sama dochowała wierności ukochanemu. Wskutek rozrzutnego trybu życia i braku zapobiegliwości Elliotowie muszą wydzierżawić posiadłość i przenieść się do Bath. Okazuje się, że Kellynch Hall ma wynająć admirał Croft, którego żona jest jedyną siostrą kapitana Wentwortha, więc Anna wpada w panikę, bojąc się spotkania po latach. Na szczęście przychodzi zaproszenie od młodszej siostry, Mary, z którego Anna z westchnieniem ulgi korzysta. Przenosi się do państwa Musgrove’ów, gdzie staje się dobrym duchem: łagodzi spory między małżonkami oraz między swą siostrą a jej teściową i siostrami męża, opiekuje się rozbrykanymi siostrzeńcami i całymi wieczorami gra na klawikordzie na zaimprowizowanych tańcach ku wdzięczności uroczych panien na wydaniu, sióstr jej szwagra. Jednak okazuje się, że Anna nie jest bezpieczna u siostry. Wskutek kontaktów towarzyskich z państwem Croft, kapitan Wentworth zostaje zaproszony do Musgrove’ów na kolację. Anna unika pierwszego spotkania, pozostając w domu z chorym siostrzeńcem. Jednak wkrótce kapitan Wentworth, zachwycony ciepłym przyjęciem i otoczony względami obydwu sióstr Musgrove, Luizy i Henrietty, staje się częstym gościem w domu teściów Mary.
Anna i kapitan Wentworth starają się siebie unikać. On z początku jest zaszokowany tym, jak bardzo się zmieniła na niekorzyść jej powierzchowność, czemu daje wyraz w rozmowie z Mary, która bezmyślnie i z nieświadomym okrucieństwem powtarza to Annie. Historia miłości Anny nie jest znana, a wszyscy wokół spekulują, z którą z panien Musgrove kapitan zamierza się ożenić. Ponieważ Henrietta po okresie fascynacji przystojnym kapitanem zaręcza się jednak ze swoim kuzynem, wszyscy traktują jako pewnik uczucie Wentwortha do Luizy. Któregoś dnia towarzystwo wpada na pomysł udania się na kilkudniową wycieczkę do Lyme. Dla Anny, która niemal nigdy nie opuszczała rodzinnego domu, jest to wielka atrakcja, mimo że obojętność kapitana sprawia jej ból, podobnie jak niechcący podsłuchane jego słowa, gdy w rozmowie z Luizą zachwycał się kobietami o silnym charakterze i niezłomnej woli, przeciwstawiając je z pogardą tym, które dają sobą powodować i wyperswadować to, co uważają za słuszne. Na miejscu zastają przyjaciół kapitana Wentwortha, w tym nieszczęśliwego kapitana Benwicka, młodzieńca rozpaczającego po śmierci narzeczonej. Anna stara się go podnieść na duchu, rozmawiając o poezji i wzniosłych dziełach, co wzbudza wdzięczność Wentwortha. Jego uczucia do Anny przechodzą tu przeobrażenie: widząc, jak delikatnie, lecz wytrwale wspiera jego przyjaciela, ma szansę docenić jej walory ducha, a zachwyt na twarzy przypadkowego przechodnia, mijającego Annę podczas spaceru całej grupy nad morzem, ukazuje mu, że jej uroda mimo upływu lat wciąż zachwyca. Największe znaczenie ma jednak zachowanie Anny podczas wypadku: popędliwa Luiza, skacząc wbrew prośbom towarzystwa z wysokich schodów, rozbija sobie głowę. Dawna ukochana jako jedyna zachowuje zimną krew i panuje nad sytuacją.
Luiza, wbrew obawom o jej życie, powoli dochodzi do zdrowia; Anna tymczasem wyjeżdża do lady Russell, aby potem razem z nią pojechać do Bath i dołączyć do rodziny. W Bath okazuje się, że ojciec ze starszą siostrą już zaakceptowali nowe miejsce i prowadzą ożywione życie towarzyskie, którego ozdobą jest William Elliot – kuzyn Elliotów, który niespodziewanie postanowił nawiązać kontakt z unikaną dotychczas rodziną. Jest on młodym, eleganckim, bardzo bogatym, mającym świetne maniery i prezencję wdowcem. Okazuje się, że to on był zachwyconym wdziękiem Anny mężczyzną nad morzem w Lyme, a jego oczarowanie piękną panną nie minęło. Zaczyna jej asystować i wkrótce po Bath zaczynają chodzić pogłoski o ich rychłych zaręczynach. Jednak Anna, po chwili oczarowania wizją zostania, jak ukochana zmarła matka, lady Elliot, wbrew oczekiwaniom uszczęśliwionej taką wspaniałą perspektywą lady Russell nie planuje wychodzić za kuzyna. Nie ufa jego niejasnej przeszłości, nie zapomniała też o dawnym ukochanym. W międzyczasie przychodzą zadziwiające wieści: podczas choroby Luizy kapitan Wentworth wyjechał, a jego miejsce przy boku chorej zajął kapitan Benwick, który tak się przejął losem chorej, że wkrótce zakochał się w niej, oświadczył i został przyjęty. Sam zaś kapitan Wentworth przyjeżdża do Bath wraz z siostrą i jej mężem. Jego zmieszanie podczas przypadkowego spotkania uświadamia Annie, że cokolwiek działo się wcześniej, dawne uczucia między nimi odżyły. Napełnia ją to otuchą. Zaczyna dawać ukochanemu sygnały, starając się dać mu do zrozumienia, że ona się nie zmieniła. Kapitan Wentworth, rozdarty między nadzieją a rozpaczą (wszyscy wokół mówią o zaręczynach Anny z bogatym i utytułowanym kuzynem), wyznaje jej w końcu miłość. Po latach Anna i kapitan Wentworth odnawiają swe zaręczyny i biorą ślub.

## Ekranizacje
- Perswazje (miniserial 1960), reż. Campbell Logan, w rolach głównych Daphne Slater i Paul Daneman,
- Perswazje (serial 1971), reż. Howard Baker, w rolach głównych Ann Firbank i Bryan Marshall,
- Perswazje (film 1995), reż. Roger Michell, w rolach głównych Amanda Root i Ciarán Hinds,
- Perswazje (film 2007), reż. Adrian Shergold, w rolach głównych Sally Hawkins i Rupert Penry-Jones,
- Perswazje (film 2022), reż. Carrie Cracknell, w rolach głównych Dakota Johnson i Cosmo Jarvis.

## Nawiązania
Liczne nawiązania do Perswazji, w tym kilka niemal identycznych scen, można znaleźć w powieści Helen Fielding W pogoni za rozumem, drugiej części Dziennika Bridget Jones oraz w filmie Dom nad jeziorem. Na Perswazjach wzorowała się Rosie Rushton w książce Echoes of Love.